# Elecciones generales de la Guyana Británica de 1953
Las elecciones generales de la Guayana Británica de 1953 tuvieron lugar el 27 de abril del mencionado año en la entonces colonia británica con el objetivo de elegir, mediante escrutinio mayoritario uninominal, a los 24 escaños de una legislatura unicameral denominada Cámara de la Asamblea, que sería la primera legislatura electa por sufragio universal del territorio.
Solo dos partidos políticos: el Partido Progresista del Pueblo (PPP) fundado el 1 de enero de 1950 por Cheddi Jagan y Forbes Burnham con la unificación de sus dos partidos (el Comité de Asuntos Políticos y el Partido Laborista); y el Partido Nacional Democrático (NDP), de Rudy Kendall, disputaron más de la mitad de los escaños. Hubo muchos candidatos independientes. Finalmente, el PPP obtuvo una aplastante victoria con el 51.04% del voto popular y 18 de los 24 escaños electos, más de la mitad del total de la Cámara. El NDP obtuvo dos escaños y los candidatos independientes, que lograron el 33.83%, más de un tercio de las preferencias, los 4 restantes. Un tercer partido, el Partido Nacional del Pueblo, obtuvo solo 3000 votos y ningún escaño. La participación fue del 74.77 % del electorado registrado.
Con este resultado, Cheddi Jagan fue juramentado como el primer jefe de Gobierno electo de la Guayana Británica.

## Campaña
El PPP postuló candidatos en 22 de los 24 distritos electorales, no presentándose en las dos restantes por falta de recursos económicos. El Partido Nacional Democrático postuló candidatos en 15 distritos electorales y el Partido Nacional Popular en ocho.  Un total de 85 independientes se postularon, entre ellos cuatro candidatos del Partido Guyana Unida, y algunos candidatos del Partido Unido de los Trabajadores y los Campesinos.

## Resultados
|  | 51.04 % |

|  | 13.16 % |

|  | 1.97 % |

|  | 33.83 % |

|  | 97.44 % |

|  | 2.56 % |

|  | 100.00 % |

|  | 74.77 % |

## Consecuencias
Después de asumir el poder, Jagan se embarcó en la implementación de una serie de políticas que implicaban una reforma social radical, dirigida principalmente a la oligarquía colonial. Las autoridades coloniales británicas enviaron tropas en respuesta a la supuesta amenaza de una revolución marxista. El gobernador colonial Alfred Savage suspendió la constitución en octubre (sólo 133 días después de su entrada en vigor) y estableció un gobierno de transición de políticos conservadores, empresarios y funcionarios públicos. Jagan pudo de todas formas reasumir como primer ministro posteriormente durante el periodo legislativo.